# هومن کبیری
هومن کبیری(متولد ۱۳ اسفند  ۱۳۵۵در تهران) تهیه‌کننده سینمای ایران است.

## فیلم‌ها و سریال‌ها
| سمت                           | پروژه                             | کارگردان       |
| ----------------------------- | --------------------------------- | -------------- |
| تهیه‌کننده                     | گیسو (عاشقانه ۲)                  | منوچهر هادی    |
| تهیه‌کننده و مجری طرح          | عاشقانه                           | منوچهر هادی    |
| تهیه‌کننده و مجری طرح          | گارد ساحلی (مجموعه تلویزیونی)     | محسن شاه‌محمدی  |
| تهیه‌کننده و مجری طرح          | شکر تلخ                           | احمد کاوری     |
| تهیه‌کننده و مجری طرح          | همسنگار                           | احسان عبدی‌پور  |
| تهیه‌کننده و مجری طرح          | فیلم چرخ و فلک                    | حسن فتحی       |
| جانشین تهیه‌کننده و مدیر تولید | شاهگوش                            | داوود میرباقری |
| مجری طرح                      | فیلم سینمایی پدر آن دیگری         | یدالله صمدی    |
| مدیر تولید                    | سریال(روشن‌تر از خاموشی)           | حسن فتحی       |
| مدیر تولید                    | سریال(یک مشت پر عقاب)             | اصغر هاشمی     |
| مدیر تولید                    | سریال (شب دهم (مجموعه تلویزیونی)) | حسن فتحی       |
| مدیر تولید                    | (شهر دقیانوس (مجموعه تلویزیونی))  | مهرداد خوشبخت  |
| تهیه‌کننده و مجری طرح          | (سریال گرانباری) (در دست تولید)   | احسان عبدی‌پور  |